# 두산 베어스의 연도별 선수 목록
다음은 KBO 리그 두산 베어스(OB 베어스)의 연도별 선수 명단이다.
각 포지션별로 해당 시즌의 베어스 주전 선수들을 표시했다. 선수 전체 명단은 각각의 세부 문서를 참조하시오.

## 1982년 - 1998년 (OB 베어스)
- 각 포지션별 해당 시즌 주전으로 출장한 선수들 명단이다. (투수의 경우는 최다승 선수)

| 연도   | 투수   | 포수   | 1루수  | 2루수    | 3루수  | 유격수 | 좌익수 | 중견수 | 우익수 | 지명타자 |
| 1982년 | 박철순 | 조범현 | 신경식 | 구천서   | 양세종 | 유지훤 | 윤동균 | 김우열 | 이근식 | 김유동   |
| 1983년 | 박상열 | 김경문 | 신경식 | 구천서   | 한대화 | 유지훤 | 윤동균 | 박종훈 | 김우열 | 이홍범   |
| 1984년 | 계형철 | 조범현 | 홍신차 | 김광수   | 한대화 | 구천서 | 윤동균 | 박종훈 | 김우열 | 양세종   |
| 1985년 | 계형철 | 조범현 | 신경식 | 구천서   | 김광수 | 유지훤 | 윤동균 | 박종훈 | 김형석 | 이종도   |
| 1986년 | 최일언 | 김경문 | 신경식 | 김광수   | 이승희 | 유지훤 | 윤동균 | 김광림 | 김형석 | 박종훈   |
| 1987년 | 장호연 | 김경문 | 신경식 | 김광수   | 이승희 | 유지훤 | 박종훈 | 김광림 | 김형석 | 윤동균   |
| 1988년 | 윤석환 | 김경문 | 신경식 | 김광수   | 이승희 | 유지훤 | 양세종 | 김광림 | 송재박 | 박종훈   |
| 1989년 | 김진욱 | 김경문 | 신경식 | 양세종   | 송재박 | 이명수 | 박노준 | 박종훈 | 김광림 | 김광수   |
| 1990년 | 구동우 | 김태형 | 신경식 | 송재박   | 임형석 | 이명수 | 박노준 | 김형석 | 김상호 | 김광수   |
| 1991년 | 김동현 | 김태형 | 김형석 | 구천서   | 강영수 | 임형석 | 김상호 | 김광수 | 김광림 | 박노준   |
| 1992년 | 장호연 | 김태형 | 김형석 | 김광수   | 임형석 | 이명수 | 곽연수 | 김광림 | 강영수 | 김상호   |
| 1993년 | 김상진 | 김태형 | 김형석 | 이명수   | 임형석 | 김민호 | 김상호 | 김광림 | 강영수 | 김형석   |
| 1994년 | 김상진 | 김태형 | 김형석 | 이명수   | 임형석 | 김민호 | 장원진 | 김상호 | 강영수 | 김종석   |
| 1995년 | 김상진 | 이도형 | 김종석 | 이명수   | 안경현 | 김민호 | 김상호 | 장원진 | 심정수 | 김형석   |
| 1996년 | 진필중 | 김태형 | 김형석 | 이명수   | 안경현 | 전형도 | 강형석 | 정수근 | 김상호 | 심정수   |
| 1997년 | 김상진 | 진갑용 | 김형석 | 이명수   | 안경현 | 김민호 | 장원진 | 정수근 | 김상호 | 이정훈   |
| 1998년 | 박명환 | 진갑용 | 우즈   | 캐세레스 | 김동주 | 김민호 | 김실   | 정수근 | 심정수 | 안경현   |

## 1999년 - 2010년
- 각 포지션별 해당 시즌 주전으로 출장한 선수들 명단이다. (투수의 경우는 최다승 선수)

| 연도   | 투수     | 포수   | 1루수  | 2루수  | 3루수  | 유격수 | 좌익수 | 중견수 | 우익수 | 지명타자 |
| 1999년 | 진필중   | 홍성흔 | 우즈   | 안경현 | 김동주 | 김민호 | 장원진 | 정수근 | 심정수 | 최훈재   |
| 2000년 | 이광우   | 홍성흔 | 강혁   | 안경현 | 김동주 | 김민호 | 장원진 | 정수근 | 심정수 | 우즈     |
| 2001년 | 이혜천   | 홍성흔 | 우즈   | 안경현 | 홍원기 | 김민호 | 장원진 | 정수근 | 심재학 | 김동주   |
| 2002년 | 레스     | 홍성흔 | 장원진 | 안경현 | 김동주 | 김호   | 최경환 | 정수근 | 심재학 | 우즈     |
| 2003년 | 키퍼     | 홍성흔 | 장원진 | 안경현 | 홍원기 | 김민호 | 최경환 | 김창희 | 전상렬 | 김동주   |
| 2004년 | 레스     | 홍성흔 | 장원진 | 안경현 | 김동주 | 손시헌 | 최경환 | 김창희 | 전상렬 | 알칸트라 |
| 2005년 | 리오스   | 홍성흔 | 장원진 | 안경현 | 김동주 | 손시헌 | 최경환 | 전상렬 | 임재철 | 문희성   |
| 2006년 | 랜들     | 홍성흔 | 안경현 | 고영민 | 나주환 | 손시헌 | 이종욱 | 임재철 | 강동우 | 최준석   |
| 2007년 | 리오스   | 채상병 | 안경현 | 고영민 | 김동주 | 이대수 | 김현수 | 이종욱 | 민병헌 | 최준석   |
| 2008년 | 이재우   | 채상병 | 오재원 | 고영민 | 김동주 | 이대수 | 김현수 | 이종욱 | 유재웅 | 홍성흔   |
| 2009년 | 임태훈   | 최승환 | 이원석 | 고영민 | 김동주 | 손시헌 | 김현수 | 이종욱 | 임재철 | 최준석   |
| 2010년 | 히메네스 | 양의지 | 최준석 | 오재원 | 이원석 | 손시헌 | 김현수 | 이종욱 | 이성열 | 김동주   |

## 2011년 - 2020년
- 각 포지션별 해당 시즌 주전으로 출장한 선수들 명단이다. (투수의 경우는 최다승 선수)

| 연도   | 투수     | 포수   | 1루수  | 2루수  | 3루수  | 유격수 | 좌익수 | 중견수 | 우익수 | 지명타자   |
| 2011년 | 김선우   | 양의지 | 최준석 | 오재원 | 이원석 | 손시헌 | 김현수 | 이종욱 | 정수빈 | 김동주     |
| 2012년 | 노경은   | 양의지 | 최준석 | 최주환 | 이원석 | 손시헌 | 김현수 | 이종욱 | 정수빈 | 윤석민     |
| 2013년 | 니퍼트   | 양의지 | 최준석 | 오재원 | 이원석 | 김재호 | 김현수 | 이종욱 | 민병헌 | 홍성흔     |
| 2014년 | 니퍼트   | 양의지 | 칸투   | 오재원 | 이원석 | 김재호 | 김현수 | 정수빈 | 민병헌 | 홍성흔     |
| 2015년 | 유희관   | 양의지 | 로메로 | 오재원 | 허경민 | 김재호 | 김현수 | 정수빈 | 민병헌 | 홍성흔     |
| 2016년 | 니퍼트   | 양의지 | 오재일 | 오재원 | 허경민 | 김재호 | 김재환 | 민병헌 | 박건우 | 에반스     |
| 2017년 | 장원준   | 양의지 | 오재일 | 최주환 | 허경민 | 김재호 | 김재환 | 박건우 | 민병헌 | 에반스     |
| 2018년 | 후랭코프 | 양의지 | 오재일 | 오재원 | 허경민 | 김재호 | 김재환 | 박건우 | 정진호 | 최주환     |
| 2019년 | 린드블럼 | 박세혁 | 오재일 | 최주환 | 허경민 | 김재호 | 김재환 | 정수빈 | 박건우 | 페르난데스 |
| 2020년 | 알칸타라 | 박세혁 | 오재일 | 최주환 | 허경민 | 김재호 | 김재환 | 정수빈 | 박건우 | 페르난데스 |

## 2021년 - 2030년
- 각 포지션별 해당 시즌 주전으로 출장한 선수들 명단이다. (투수의 경우는 최다승 선수)

| 연도   | 투수     | 포수   | 1루수  | 2루수  | 3루수  | 유격수 | 좌익수 | 중견수 | 우익수 | 지명타자   |
| 2021년 | 미란다   | 박세혁 | 양석환 | 강승호 | 허경민 | 박계범 | 김재환 | 정수빈 | 박건우 | 페르난데스 |
| 2022년 | 스탁     | 박세혁 | 양석환 | 강승호 | 허경민 | 안재석 | 김재환 | 정수빈 | 김인태 | 페르난데스 |
| 2023년 | 알칸타라 | 양의지 | 양석환 | 강승호 | 허경민 | 이유찬 | 김대한 | 정수빈 | 로하스 | 김재환     |
| 2024년 | 곽빈     | 양의지 | 양석환 | 강승호 | 허경민 | 박준영 | 조수행 | 정수빈 | 라모스 | 김재환     |

## 같이 보기
- 두산 베어스의 역대 외국인 선수 목록
- 두산 베어스의 한국 프로 야구상 수상자
- 1998년 OB 베어스 시즌
- 1999년 두산 베어스 시즌